# Aspens station
Aspen station är en järnvägsstation längs Västra stambanan i Lerums kommun. Den ligger vid sjön Aspens södra strand.
Aspen trafikeras av Göteborgs pendeltåg. Stationen har en parking med 120 platser, och många av resenärerna parkerar sin bil där. Inom gångavstånd finns också bostadsområdet Hulan.